# Cuneo Sportiva 1990-1991
Questa pagina raccoglie le informazioni riguardanti la Cuneo Sportiva nelle competizioni ufficiali della stagione 1990-1991.

## Rosa
| N. |                   | Ruolo | Calciatore          |
| -- | ----------------- | ----- | ------------------- |
|    | Italia (bandiera) | D     | Stefano Ancona      |
|    | Italia (bandiera) | D     | Fabio Baldi         |
|    | Italia (bandiera) | D     | Mario Benzi         |
|    | Italia (bandiera) | D     | Pierangelo Calandra |
|    | Italia (bandiera) | C     | Antonio Caridi      |
|    | Italia (bandiera) | A     | Alessandro Costa    |
|    | Italia (bandiera) | C     | Alessio Di Petrillo |
|    | Italia (bandiera) | D     | Achille Fabbri      |
|    | Italia (bandiera) | A     | Fabrizio Fermanelli |
|    | Italia (bandiera) | C     | Sergio Ferretti     |

| N. |                   | Ruolo | Calciatore           |
| -- | ----------------- | ----- | -------------------- |
|    | Italia (bandiera) | D     | Marco Guerra         |
|    | Italia (bandiera) | C     | Cisco Guida          |
|    | Italia (bandiera) | D     | Michele Magliano     |
|    | Italia (bandiera) | A     | Antonio Marafioti    |
|    | Italia (bandiera) | P     | Paolo Mulato         |
|    | Italia (bandiera) | C     | Vito Parente         |
|    | Italia (bandiera) | A     | Stefano Perugini (I) |
|    | Italia (bandiera) | A     | Carlo Rocca          |
|    | Italia (bandiera) | C     | Paolo Rossi          |
|    | Italia (bandiera) | C     | Cosimo Schiavone     |